# ルーテル聖ペテロ教会

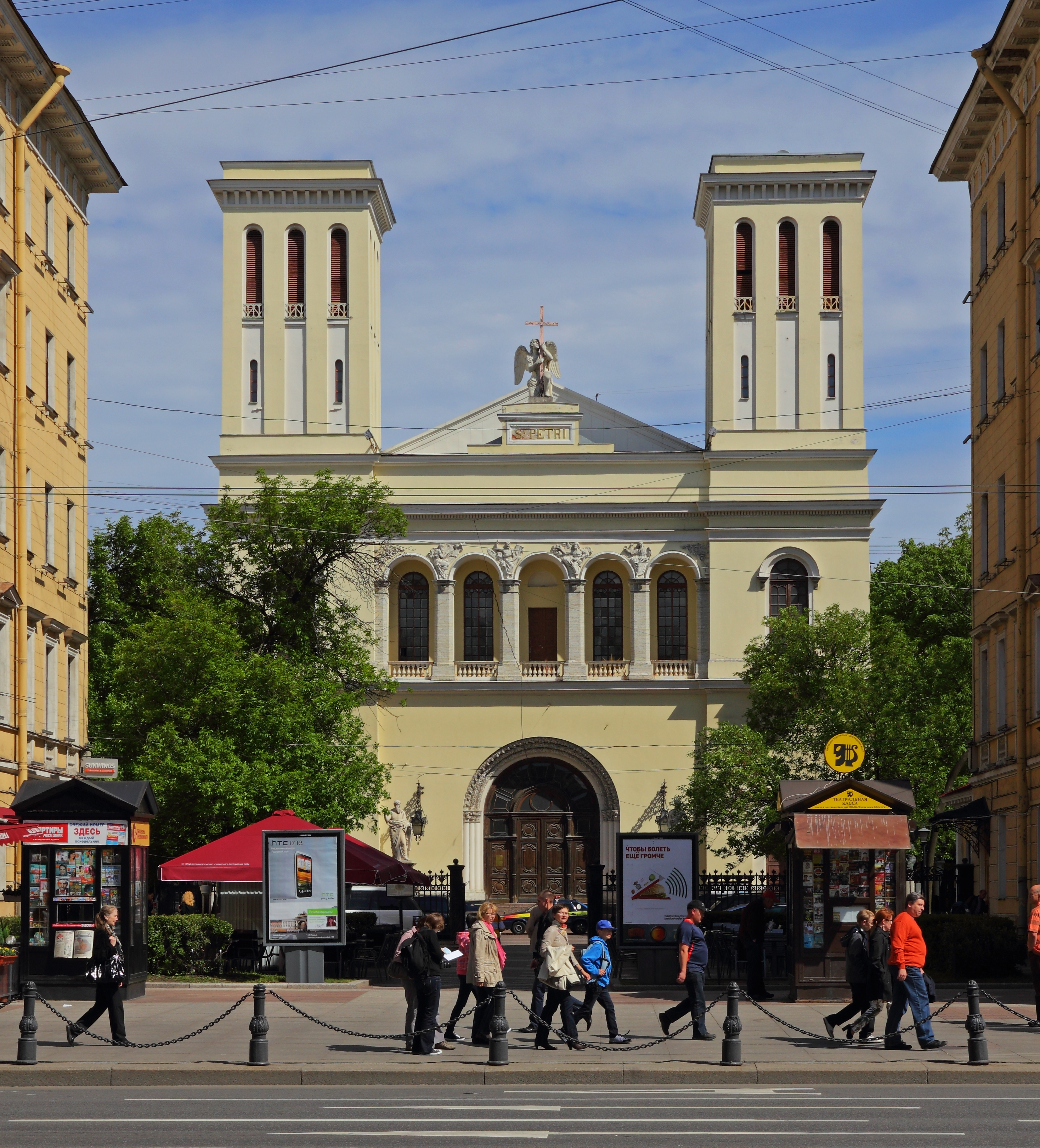
ルーテル聖ペテロ教会（サンクトペテルブルク市ネフスキー大通り）

ルーテル聖ペテロ教会（ルーテルせいペテロきょうかい、ロシア語: Лютеранская церковь Святого Петра）はロシアのサンクトペテルブルク市にあるルーテル教会で、市内の一番繁華なネフスキー大通りにある。

## 概要
ルーテル聖ペテロ教会はロシアのサンクトペテルブルク市にあるルーテル教会で、市内の一番繁華なネフスキー大通りにある。ロシアへ移住してきたドイツ人の信者が多かったので、通常ドイツ教会と呼ばれている。

## 歴史
1705年にピョートル大帝はその宗教緩和政策に基づいてローマ・カトリック教会およびプロテスタント教会の宣教も許可した。
1708年に、初めてのルーテル教会は設立された。市内にはいくつかのルーテル教会も建てられて、数学者オイラーなどがサンクトペテルブルクのルーテル教会の墓地に葬られた。
現在の教会堂は1833年〜1837年にかけて、ドイツ出身の信者たちによって設立された。設計はアレクサンドル・ブルロフ（Alexander Brulllov）であった。1917年ごろには、この教会は1万5千人の教会員がいて、教会が経営する学校（ペトリシューレPetrischule）、病院、孤児院などもあった。
ソヴィエト時代には教会は迫害を受け、閉鎖され、この教会堂は水泳プールとして使われていた。
1990年代に、教会堂をルーテル教会へ返還する決定がなされ、教会堂の修復も行われた。

## 礼拝
現在は通常ロシア語で礼拝が行われている。また、ドイツ語での礼拝もある。

## 近隣の教会
ネフスキー大通りのこの地域には、次のようなプロテスタント教会があり、後者では英語（聖公会）、韓国語（長老派）などの日曜礼拝も行われている。
- ルーテル聖ペテロ教会（別名：ドイツ教会）
- 福音ルーテル聖マリア教会（別名：フィンランド教会）
- 福音ルーテル聖カタリナ教会（別名：スエーデン教会）

ネフスキー大通りの向かいにはカザン大聖堂（ロシア正教会）があり、少し離れてやはりネフスキー大通りの東の方にアルメニア教会、カトリック聖カタリナ教会（ローマ・カトリック教会）もある。